# TV Cidade Verde Sinop
TV Cidade Verde Sinop é uma emissora de televisão brasileira com sede em Sinop, cidade do estado de Mato Grosso. Opera nos canais 28 UHF analógico e 41 UHF (6.1) digital, e é afiliada à Rede Cidade Verde.

## História

### Antecedentes (2009-2018)
A Rede Cidade Verde já esteve presente localmente em Sinop através da TV Bandeirantes Sinop, emissora fundada em julho de 2008, que iniciou a parceria com a rede cuiabana em 2009, após a afiliação da TV Cidade Verde de Cuiabá com a Band. Esta parceria seguiu até 2013, quando a emissora se tornou TV Mais, e se afiliou à TV Brasil Oeste (na época, afiliada à CNT). Ao mesmo tempo, a TV Cidade Verde passou a retransmitir sua programação no canal 28 UHF, que anteriormente era a repetidora da TBO na cidade.

### TV Cidade Verde Sinop (2018-atual)
Em 30 de outubro de 2018, é anunciado que o canal passaria a ser ocupado por uma emissora local da Rede Cidade Verde para Sinop, de propriedade da empresária Rebeka Vieira. Em 5 de novembro, a TV Cidade Verde Sinop é oficialmente inaugurada, com a estreia de seu primeiro programa local, o Tribuna Livre, apresentado por Célio Garcia. O programa foi transferido da TV Mais.
Em 1 de setembro de 2019, seguindo a TV Cidade Verde de Cuiabá, a emissora deixa de transmitir a programação da Band e passa a transmitir a da Rede Cidade Verde, se tornando uma emissora afiliada da nova rede independente. Com isso, a TV Cidade Verde Sinop deixa de usar a nomenclatura secundária Band Sinop. 

## Sinal digital
| Canal virtual | Canal digital | Resolução de tela | Programação                                                        |
| ------------- | ------------- | ----------------- | ------------------------------------------------------------------ |
| 6.1           | 41 UHF        | 1080i             | Programação principal da TV Cidade Verde Sinop / Rede Cidade Verde |

A Televisão Cidade Verde S/A foi autorizada a utilizar o canal 41 UHF digital em Sinop por meio do ato n° 947 de 6 de fevereiro de 2014, assinado por Marconi Thomaz de Souza Maya. A TV Cidade Verde Sinop, por meio dessa concessão, ativou seu sinal digital em 25 de fevereiro de 2019, utilizando o canal virtual 6.1.

## Programas
Além de transmitir a programação estadual da Rede Cidade Verde, a TV Cidade Verde Sinop produz ou exibe os seguintes programas:
- 21 Minutos: Consultoria empresarial, com Fernando Assunção;[13]
- Agora é Com Elas: Entrevistas, com Andressa Wantynes, Angélica Becker, Bruna Fujiki e Nágela Keoma;[14]
- Balança Sinop: Jornalístico, com Gilson de Oliveira;[15]
- Cine Verde: Variedades, com Kiara Baco e Maria Fernanda Ferreira;[16]
- Mercado Imobiliário: Programa sobre o mercado imobiliário, com Gilson de Oliveira;[17]
- MR Esporte: Jornalístico esportivo, com Marcos Ricardo e Valcir Pereira;[18]

Diversos outros programas compuseram a grade da emissora, e foram descontinuados:
- Aconteceu em Sinop[19]
- Cidade Agora[20]
- Em Questão[21]
- Pedro Sérgio no Ar[22]
- Rastros Culturais[23]
- Tribuna Livre[8]

## Equipe

### Membros atuais
- André Jablonski
- Andressa Wantynes
- Angélica Becker
- Bruna Fujiki
- Fernando Assunção
- Gilson de Oliveira
- Kiara Baco
- Marcos Ricardo
- Maria Fernanda Ferreira
- Nágela Keoma
- Valcir Pereira

### Membros antigos
- Célio Garcia[8]
- Débora Junqueira[19]
- Emerson Ruteskie[24]
- Evandro Rosella[25]
- Fabrícia Viêro[26]
- Fernando Itamir (hoje na TV Cidade Verde Cuiabá)[27]
- Flavio Caverna[23]
- Junqueira Júnior (hoje na TV Nova Capital)[28]
- Marcelo Santos[21]
- Pedro Sérgio Oliveira (hoje na TV Nova Capital)[22]
- Rudy Roger (hoje na Gente TV)[29]